# IIDA Women' Development Organisation
IIDA Women's Development Organisation è un'organizzazione umanitaria volontaria non governativa, senza scopo di lucro e priva di connotazioni politiche, impegnata in azioni di cooperazione internazionale e difesa dei diritti delle donne in Somalia.

## La storia
IIDA Women's Development Organisation viene fondata a Mogadiscio il 25 maggio 1991 da un gruppo di attiviste somale sotto la guida delle sorelle Halima e Starlin Abdi Arush , allo scopo di creare un'associazione interclanica (ossia, composta da donne appartenenti a clan diversi) capace di operare per la difesa dei diritti delle donne e il ristabilimento della pace in Somalia. La parola iida in somalo significa donna nata in un giorno di festa e fu scelta da Amina Haji Abdullahi Fiqow, attivista dei diritti umani, scomparsa alla fine degli anni Novanta. Il contesto storico in cui ebbe origine l'organizzazione è quello della prima fase della guerra civile, immediatamente successivo alla caduta di Siad Barre, con la Somalia travagliata da uno stato di anarchia e di contrasti clanici e la popolazione drammaticamente vessata dalle conseguenze della guerra. In questo quadro, IIDA ha intrapreso la propria missione, fronteggiando le emergenze umanitarie e costruendo azioni per la rivendicazione dei diritti delle donne e la ricomposizione sociale in Somalia.
Gli obiettivi principali di IIDA Women's Development Organisation sono:
- promuovere una cultura della pace nel rispetto dei diritti umani e delle diversità;
- promuovere la pace e la risoluzione pacifica dei conflitti in Somalia;
- incoraggiare e assicurare l'integrazione delle donne somale nei processi di riconciliazione, di ricostruzione e dello sviluppo del Paese;
- fornire formazione alle donne e incentivare attività di micro-credito per far loro raggiungere l'indipendenza economica;
- contrastare la pratica delle MGF e tutte le forme di violenza contro le donne[6];
- favorire la crescita e lo sviluppo di associazioni di donne - anche di categoria - in Somalia.

Attualmente, IIDA opera con tre sedi in Somalia (Mogadiscio, Merca, Duusamareeb nella regione del Galgaduud), una in Kenya (Nairobi) e, dal dicembre 2007, una in Italia (IIDA Italia Onlus, a Torino).
IIDA fa parte delle reti: EASSI (The Eastern African Sub-regional Support Initiative for the Advancement of Women); FERFAP (Fédération des Femmes Africaines pour la Paix); Rete Women.

## Principali progetti
I progetti di IIDA spaziano dall'ambito dell'educazione, a quelli della sanità, del Peace building, della sicurezza alimentare, della lotta contro le MGF, della cittadinanza attiva delle donne.
Per quanto attiene al campo dell'educazione, sono attualmente in corso i programmi: Food for Education Program (in collaborazione con WFP); Promotion of Employment Through Training; Vocational Training(in collaborazione con IAS - International Aid Services) per il recupero di 150 ragazzi di strada e 60 bambini-soldato.
Nell'ambito Peace building, ricordiamo: Child Soldier Project (con il sostegno di CIDA e UNICEF) e Sport and Women.
Tra i progetti nel campo sanitario, IIDA ha riattivato e gestisce in collaborazione con il CISP il reparto maternità dell'Ospedale Forlanini di Mogadiscio, fornendo personale medico-infermieristico specializzato. Il Sanitation Program in Mogadishu, realizzato con WFP, è finalizzato a garantire un servizio di pulizia urbana nella capitale. Altri progetti sono Women Work and Health e Women to Women Initiative in HIV/AIDS.
In merito alla sicurezza alimentare, va ricordata la realizzazione nel 1999 e la gestione del Feeding Centre for Children (Centro Nutrizionale e Polifunzionale) di Merca, attualmente sostenuto con il contributo del Comitato di Solidarietà della Regione Piemonte.
Infine, IIDA è promotrice di numerose iniziative di Women Empowerment, volte a valorizzare il protagonismo economico e politico delle donne nella società somala. In questo quadro, s'inseriscono la costituzione della SWEA (Somali Women Entrepreneurs Association) e della SWA (Somali Women Agenda), piattaforma che riunisce 16 associazioni femminili e altre aderenti singole di tutte le regioni della Somalia e disegna un vero e proprio programma di priorità, strategie e azioni per il processo di pace e ricomposizione sociale. Queste due ultime iniziative sono state realizzate in collaborazione con l'Ong COSPE.

## Riconoscimenti internazionali
L'impegno di IIDA per la costruzione della pace, la lotta alle divisioni claniche e lo sviluppo dei diritti umani in Somalia ha ottenuto diversi riconoscimenti a livello internazionale, tra i quali ricordiamo:
- Global Award UNIFEM 1996, consegnato dall'allora Segretario delle Nazioni Unite Boutros Boutros Ghali a New York il 26 ottobre 1996, in occasione del 20º anniversario di UNIFEM[8];

- Prix de Droits de L'Homme de la République Française 2008, assegnato il 10 dicembre 2008 in occasione del 60º anniversario dell'adozione della Dichiarazione Universale dei diritti dell'Uomo[9].

## La newsletter TAHRIB
Dal giugno 2008, IIDA Italia Onlus pubblica e diffonde on-line la newsletter Tahrib, allo scopo di far conoscere la situazione somala al pubblico italiano e sensibilizzare sui più gravi problemi ad essa connessi (pace, rifugiati, sviluppo, ricostruzione democratica...). Alla redazione della newsletter hanno fornito il loro contributo esperti della materia tra i quali si ricordano il giornalista Kenneth Oduor, la deputata al Parlamento somalo Maryan Shekh Osman, la presidente della Sezione Italiana della WILPF Giovanna Pagani.